# José de Gálvez y Gallardo
José de Gálvez y Gallardo (ur. 2 stycznia 1720, zm. 17 czerwca 1787) – markiz de Sonora, hiszpański polityk, członek Rady Indii (Consejo de Indias), adwokat.
Jeden z czterech braci Gálvez, obok Matías (1717–1784), Miguela (1725–1792), Antonia (1728–1792).
Gdy w latach 1761–1763 Jerónimo Grimaldi zajmował stanowisko ambasadora we Francji, José de Gálvez y Gallardo był adwokatem ambasady. Następnie Karol III uczynił go visitadorem (generalnym inspektorem) Nowej Hiszpanii.